# Oeiras indoor
L'Oeiras indoor, noto anche come Indoor Oeiras Open, è un torneo professionistico maschile di tennis, giocato sul cemento indoor, che fa parte dell'ATP Challenger Tour. È stato inaugurato nel 2023 a Oeiras, città portoghese, con due edizioni, la prima facente parte della categoria Challenger 50, mentre la seconda fa parte della categoria Challenger 75, giocate in due settimane consecutive.

## Albo d'oro

### Singolare
| Anno     | Campione             | Finalista            | Punteggio        |
| -------- | -------------------- | -------------------- | ---------------- |
| 2025 (3) | Alexander Blockx     | Liam Draxl           | 7–5, 6–1         |
| 2025 (2) | Aleksandar Kovacevic | Zsombor Piros        | 6–4, 7–6(4)      |
| 2025     | Hamad Međedović      | Liam Draxl           | 6–1, 6–3         |
| 2024 (2) | Leandro Riedi        | Martin Damm Jr.      | 7–6(6), 6–2      |
| 2024     | Maks Kaśnikowski     | Gastão Elias         | 7–6(1), 4–6, 6–3 |
| 2023 (2) | Arthur Fils          | Joris De Loore       | 6–1, 7–6(4)      |
| 2023     | Joris De Loore       | Filip Cristian Jianu | 6–3, 6–2         |

### Doppio
| Anno     | Campioni                           | Finalisti                               | Punteggio           |
| -------- | ---------------------------------- | --------------------------------------- | ------------------- |
| 2025 (3) | Liam Draxl Cleeve Harper           | Matwé Middelkoop Denys Molčanov         | 1–6, 7–5, [10–6]    |
| 2025 (2) | Mili Poljičak Matej Sabanov        | Íñigo Cervantes Mick Veldheer           | 6–0, 6–1            |
| 2025     | George Goldhoff Trey Hilderbrand   | Kaichi Uchida Denis Yevseyev            | 7–5, 2–6, [10–5]    |
| 2024 (2) | Karol Drzewiecki Piotr Matuszewski | Arjun Kadhe Marcus Willis               | 6–3, 6–4            |
| 2024     | Jay Clarke Marcus Willis           | Théo Arribagé Michael Geerts            | 6–4, 6(9)–7, [10–3] |
| 2023 (2) | Sander Arends David Pel            | Patrik Niklas-Salminen Bart Stevens     | 6–3, 7–6(3)         |
| 2023     | Victor Vlad Cornea Petr Nouza      | Jonathan Eysseric Pierre-Hugues Herbert | 6–3, 7–6(3)         |